# ماساشی تاشیرو
ماساشی تاشیرو (ژاپنی: 田代 まさし؛ زادهٔ ۳۱ اوت ۱۹۵۶) یک موسیقی‌دان، خواننده، کمدین، نویسنده، بازیگر، کارگردان فیلم و مجری تلویزیون اهل ژاپن است.
ماساشی تاشیرو در سپتامبر ۲۰۰۰، به دلیل فیلمبرداری از زیر دامن یک زن به دادستانی ارجاع داده شد. از سال ۲۰۲۰ تا ۲۰۲۲، او به دلیل نقض قانون کنترل مت‌آمفتامین در زندان فوکوشیما زندانی بود. پس از آزادی در اکتبر ۲۰۲۲، تاشیرو کانال یوتیوب «مارسی» را در ۴ اوت ۲۰۲۳ راه‌اندازی کرد.
از فیلم‌ها یا مجموعه‌های تلویزیونی که وی در آن‌ها نقش داشته است، می‌توان به راه نهنگ‌ها اشاره نمود.